# Диск Секки
Диск Секки — диск белой или чёрно-белой окраски диаметром 20-40 см, используемый как стандартный метод оценки прозрачности воды.

## Методика измерения
Классический полевой метод определения прозрачности в глубоких водоемах — по глубине исчезновения из вида плоского диска белой или чёрно-белой окраски диаметром 20-40 см (диска Секки), предложенного как стандартный метод итальянским священником и астрономом Анджело Секки. Его опускают на такую глубину, чтобы он полностью исчез из виду, эта глубина и считается показателем прозрачности в гидрологии и океанологии. Для более точного определения записывают два отсчета: глубину исчезновения и глубину появления диска вновь при поднятии троса. Средняя величина этих значений принимается за относительную прозрачность воды в данном районе.
Диск Секки для измерения прозрачности был впервые применён капитаном Чиальди (итал. Alessandro Cialdi), командующим Папским флотом 20 апреля 1865 года.
Однако, первые регулярные измерения прозрачности морской воды были сделаны в Тихом океане во время русской кругосветной экспедиции на бриге «Рюрик» (1815 — 1818 годы) под командованием лейтенанта Отто Коцебу путём опускания на глубину белой тарелки на тросе.
В настоящее время диск Секки используется при рутинных измерениях, несмотря на то, что существуют и широко применяются также электронные приборы для измерения прозрачности воды (трансмиссометры).
Максимальная величина прозрачности океанических вод (80 м) отмечена в море Уэдделла у берегов Антарктиды осенью (антарктической весной) 1986 г. немецкими учёными в экспедиции на научно-исследовательском ледоколе «Поларштерн».
Наибольшие измеренные величины прозрачности в Саргассовом море (Атлантический океан) — 66 м, в Индийском океане 40-50 м, в Тихом океане 62 м, восточной части Средиземного моря — 53 м.
Теоретически в дистиллированной воде диск Секки должен исчезать из вида на глубине около 80 м.